# Килис
Килис (на турски: Kilis) е град и административен център на вилает Килис в Турция. Населението му е 70 000 жители (2000 г.) и се намира в Южноцентрална Турция на границата със Сирия. Разположен е на 663 метра н.в. Пощенският му код е 79, а телефонният (0)348.